# Battlefields (альбом Hate Forest)
«Battlefields» — третій студійний альбом Hate Forest початково виданий 2003 року у MC форматі на лейблі «Slavonic Metal». Неодноразово перевидавався, зокрема за рік на CD «Supernal Music».

## Опис
Складається з трьох тривалих концептуальних треків — «Вогнем та залізом» (англ. With Fire and Iron), «Наш вицвілий обрій» (англ. Our Fading Horizons) і «Спалахи над слов'янськими землями» (англ. Glare over Slavonic Lands) та чотирьох фольклорних композицій. Дизайн оформлення диску Sir Gorgoroth, перша версія буклету для CD мала на титлі надгробок з могили Сірка. 
Відрізняється від попереднього «Purity» збільшенням атмосферних мілітарних і етнічних елементів та певними композиційними запозиченнями думу.
| Інформація про композиції | Інформація про композиції                           | Інформація про композиції |
| #                         | Назва                                               | Тривалість                |
| ------------------------- | --------------------------------------------------- | ------------------------- |
| 1.                        | «У неділю» (фольк у виконанні «Древо»)              | 01:54                     |
| 2.                        | «With Fire and Iron»                                | 09:12                     |
| 3.                        | «Проведу я русалочку» (фольк у виконанні «Володар») | 01:02                     |
| 4.                        | «Our Fading Horizons»                               | 10:34                     |
| 5.                        | «Колискова» (фольк у виконанні «Володар»)           | 01:57                     |
| 6.                        | «Glare over Slavonic Lands»                         | 10:20                     |
| 7.                        | «Поминальна» (фольк)                                | 02:46                     |
| 37:48                     |                                                     |                           |

## Склад на момент запису
- Роман Саєнко — вокал, гітара, бас
- Роман «Thurios» Благих — вокал, гітара
- «Alzeth» — гітара, клавішні